# Вітольд Пиркош
Ві́тольд Пи́ркош (пол. Witold Pyrkosz; *1 січня 1927, Львів, Польща — †22 квітня 2017) — польський театральний та кіноактор. Найбільш відомий завдяки ролям у фільмах «Ва-банк», «Ва-банк 2» та серіалах «M jak miłość» (К як Кохання), «Janosik», «Czterej pancerni i pies» («Чотири танкісти і пес»), «Alternatywy 4».
За офіційними даними місцем народження Вітольда Пиркоша є українське місто Львів. Проте в одному з інтерв'ю актор повідомив, що родина переїхала до Львова вже після його народження, де він і був офіційно зареєстрований. Насправді ж Вітольд Пиркош народився 24 грудня 1926 року в польському місті Красностав.

## Біографія
Випускник Державної вищої акторської школи Кракова (1954). У 1954 році дебютував на сцені Театру ім. Стефана Жеромського в місті Кельце грою у п'єсі Володимира Пежинського «Легковажна сестра». Першу роль на широкому екрані отримав 1956 року у фільмі Єжи Кавалеровича «Cień» (Тінь). Грав у таких відомих польських театрах як: Народний театр у Кракові (1955—1964), Драматичний театр Вроцлава (1964—1967, 1969), Польський театр у Варшаві (1970, 1974, 1976—1981, 1985), Театр ім. Юліуша Словацького у Кракові, Народний театр у Варшаві (1983—1988), Варшавський Театр Охоти (1991—1993, 1995—1996, 1999, 2003—2004). Також працює актором дубляжу.
Був одружений, мав трьох дітей.

## Вибрана фільмографія
- Тінь / Cień[pl] (1956)
- Ероїка. Героїчна симфонія у двох частинах / Eroica. Symfonia bohaterska w dwóch częściach (1957), у ролі Кардаша
- Рік перший / Rok pierwszy[pl] (1960)
- Квітень / Kwiecień[pl] (1961)
- Drugi brzeg (1962)
- Zacne grzechy (1963)
- Рукопис, знайдений у Сарагосі / Rękopis znaleziony w Saragossie (1964)
- Потім настане тиша/ Potem nastąpi cisza (1965)
- Katastrofa (1965)
- Повернення на Землю / Powrót na Ziemię (1966)
- Чотири танкісти і пес / Czterej pancerni i pies (телесеріал, 1966—1970), у ролі капрала Франека Віхури
- Сходження до пекла/ Zejście do piekła (1966)
- Sami swoi (1967)
- Akcja Brutus (1970)
- Janosik (телесеріал) (1973)
- Janosik (фільм) (1974)
- To ja zabiłem (1974)
- Grzech Antoniego Grudy (1975)
- Без наркозу/ Bez znieczulenia (1978), реж. Анджей Вайда
- Кар'єра Никодима Дизми (телесеріал, 1980) / Kariera Nikodema Dyzmy — Амброзяк, акордеоніст
- Якщо твоє серце б'ється / Jeśli serce masz bijące (1980)
- Urodziny młodego warszawiaka (1980)
- Ва-банк/ Vabank (1981), у ролі Датчанина
- Alternatywy 4 (телесеріал, 1983)
- Ва-банк 2 / Vabank II czyli riposta (1984), у ролі Датчанина
- Sławna jak Sarajewo (1987)
- Кінгсайз / Kingsajz (1987), у ролі Бомбаліни
- Trzy dni bez wyroku (1991)
- Szabla od komendanta (1995)
- Akwarium (1995)
- Bar Atlantic (телесеріал) (1996)
- Батьків немає вдома / Rodziców nie ma w domu (1997)
- M jak miłość (телесеріал) (2000), у ролі Люціяна Мостовяка
- Dylematu 5 (телесеріал) (2007), продовження серіалу Alternatywy 4

## Нагороди
- 2002 — «Кришталевий Гранат» на Фестивалі комедійних фільмів у м. Любомеж.
- 2005 — телевізійна нагорода «Телекамера 2005» в категорії «Найкращий актор».
- 2007 — спеціальна телевізійна нагорода «Телекамера 2007» — «Złote Spinki» (Золоті Запонки).